# Санин, Алексей Иванович
Алексей Иванович Санин (род. 9 февраля 1940, Новая Маячка, Николаевская область) — передовик сельскохозяйственного производства, колхозник, звеньевой механизированного звена совхоза «Долинский» Чаплинского района Херсонская области, Украинская ССР. Герой Социалистического Труда (1973). Депутат Верховного Совета Украинской ССР 11-го созыва.

## Биография
Родился 9 ноября 1940 года в селе Новая Маячка в крестьянской семье. Получил среднее образование. Окончил Каховское сельскохозяйственное ПТУ.
С 1957 года — тракторист совхоза «Чаплинский» Чаплинского района Херсонской области.
В 1968 году вступил в КПСС.
С 1970 года — тракторист-звеньевой, начальник механизированного отряда совхоза «Долинский» в селе Долинское Чаплинского района Херсонской области.
В 1973 году удостоен звания Героя Социалистического Труда «за выдающиеся успехи, достигнутые во всесоюзном соцсоревновании, проявленную трудовую доблесть в исполнении принятых обязательств по увеличению производства и продажи государству зерна, сахарной свеклы, масличных культур и других продуктов земледелия в 1973 году».
Избирался депутатом Верховного Совета УССР 11-го созыва от Чаплинского избирательного округа.
После выхода на пенсию проживает в селе Долинское Чаплинского района Херсонской области.

## Награды
- Герой Социалистического Труда (указ № 5138-VІІІ Президиума Верховного Совета СССР от 8 декабря 1973 года)
- орден Ленина